# Andrea Salinas
Andrea Rose Salinas, née le 6 décembre 1969, est une femme politique américaine représentant le 6e district de l'Oregon à la Chambre des représentants des États-Unis. Ce district comprend tous les comtés de Yamhill et Polk, la partie du comté de Marion qui comprend Salem et Woodburn, un petit morceau de Beaverton et les communautés de banlieue au sud-ouest de Portland, notamment Tigard, Tualatin et Sherwood.
Membre du Parti démocrate, Salinas est représentant de l'État de l'Oregon pour le 38e district, qui comprend la ville de Lake Oswego et des parties du sud-ouest de Portland, de 2017 à 2023.

## Éducation précoce et carrière
Salinas est la fille d'un immigrant mexicain. Elle naît à San Mateo, en Californie, et grandit à Pleasant Hill, en Californie. Elle est une étudiante de première génération diplômée de l'université de Californie à Berkeley.
En 2004, Salinas s'enregistre comme lobbyiste fédérale au nom du Syndicat national des employés du Trésor. Elle fait du lobbying pendant deux ans avant de déménager à Portland, où elle fait ensuite du lobbying de 2015 à 2017.

## Début de carrière politique
Après avoir obtenu son diplôme de Berkeley, Salinas est assistante législatif du sénateur américain Harry Reid et des représentants américains Pete Stark (en) et Darlene Hooley (en). Elle travaille ensuite comme directrice législative de l'Oregon Environmental Council qu'elle finit par quitter pour créer son propre cabinet de conseil législatif. Avant de rejoindre la Chambre des représentants de l'Oregon, elle est vice-présidente de Strategies 360, un cabinet de conseil politique pour l'Oregon,.
En septembre 2017, Salinas est nommée pour combler le poste vacant du 38e district de la Chambre des représentants de l'Oregon après que la nomination de  Ann Lininger (en) à la cour de circuit du comté de Clackamas. Salinas termine le mandat de Lininger et est réélue en 2018 et 2020,.
Lors de la 81e Assemblée législative de l'Oregon, elle fait partie de l'équipe dirigeante en tant que whip de la majorité. Elle est également présidente du comité de la Chambre sur les soins de santé. Lors de la session ordinaire de 2022, Salinas est l'une des principales sponsors d'un projet de loi exigeant la rémunération des heures supplémentaires pour les ouvriers agricoles de l'Oregon. Le projet de loi est adopté selon les lignes partisanes.

## Chambre des représentants des États-Unis

### Élection de 2022
En novembre 2021, Salinas annonce sa candidature pour représenter le district nouvellement créé à la Chambre des représentants. Cette annonce déclenche une controverse car elle ne vit pas dans le district, bien que ça ne soit pas une obligation élective. Salinas ajoute que si elle remporte l'investiture, elle déménagera dans le district,.
Le 8 novembre 2022, Salinas remporte le siège avec 50,1 % des voix, battant le républicain Mike Erickson. Après les élections, Erickson intente une action en justice contre Salinas pour une publicité télévisée. Le procès vise initialement à l’empêcher de prendre ses fonctions. Il intente une action en justice en vertu d'une loi de l'État qui permet à un juge d'annuler les résultats des élections s'il détermine qu'une fausse déclaration du vainqueur a suffisamment influencé les électeurs pour modifier le résultat de l'élection. Lors d'une audience en décembre, Erickson indique par l'intermédiaire de son avocat qu'il ne souhaite pas annuler les résultats des élections, mais qu'il réclame toujours des centaines de milliers de dollars de dommages et intérêts en raison des publicités de campagne de Salinas qui disaient qu'il a été accusé de possession de drogue. Salinas est représenté par le cabinet d'avocats de Portland, Markowitz Herbold PC, et par Elias Law Group.
Au 118e congrès, Salinas est la nouvelle représentante du Congressional Hispanic Caucus.

### Adhésions au caucus
- Congressional Progressive Caucus[17]
- Congressional Hispanic Caucus[16]
- New Democrat Coalition[18]
- Congressional Coalition on Adoption Institute[19]

### Missions des comités
- Commission de l'agriculture
- Commission de la science, de l'espace et de la technologie

## Vie privée
Salinas vit avec son mari et sa fille à Lake Oswego.
Elle est catholique romaine.